# Cephaloidophora bermudensis
Cephaloidophora bermudensis is een soort in de taxonomische indeling van de Myzozoa, een stam van microscopische parasitaire dieren. Het organisme komt uit het geslacht Cephaloidophora en behoort tot de familie Cephaloidophoridae. Cephaloidophora bermudensis werd in 1951 ontdekt door G.H. Ball.